# Internationella sjöfartsmuseet i Hamburg
Internationella sjöfartsmuseet i Hamburg (tyska: Internationales Maritimes Museum Hamburg)  är ett tyskt sjöfartsmuseum i Speicherstadt i Hamburg, som öppnade 2008. Museet innehåller modellskepp, byggnadsplaner, uniformer, maritim konst samt fotografier.

## Bildgalleri

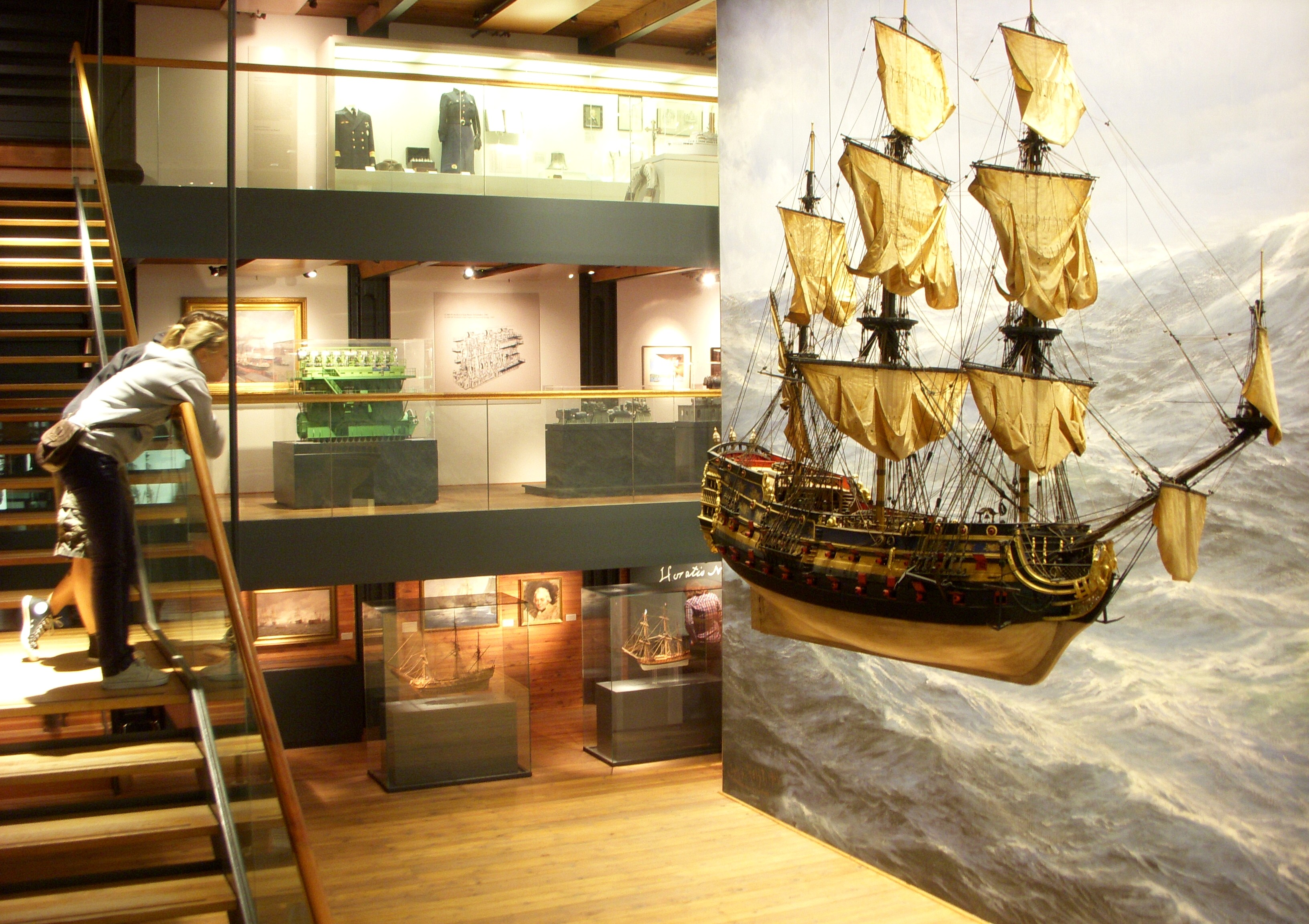
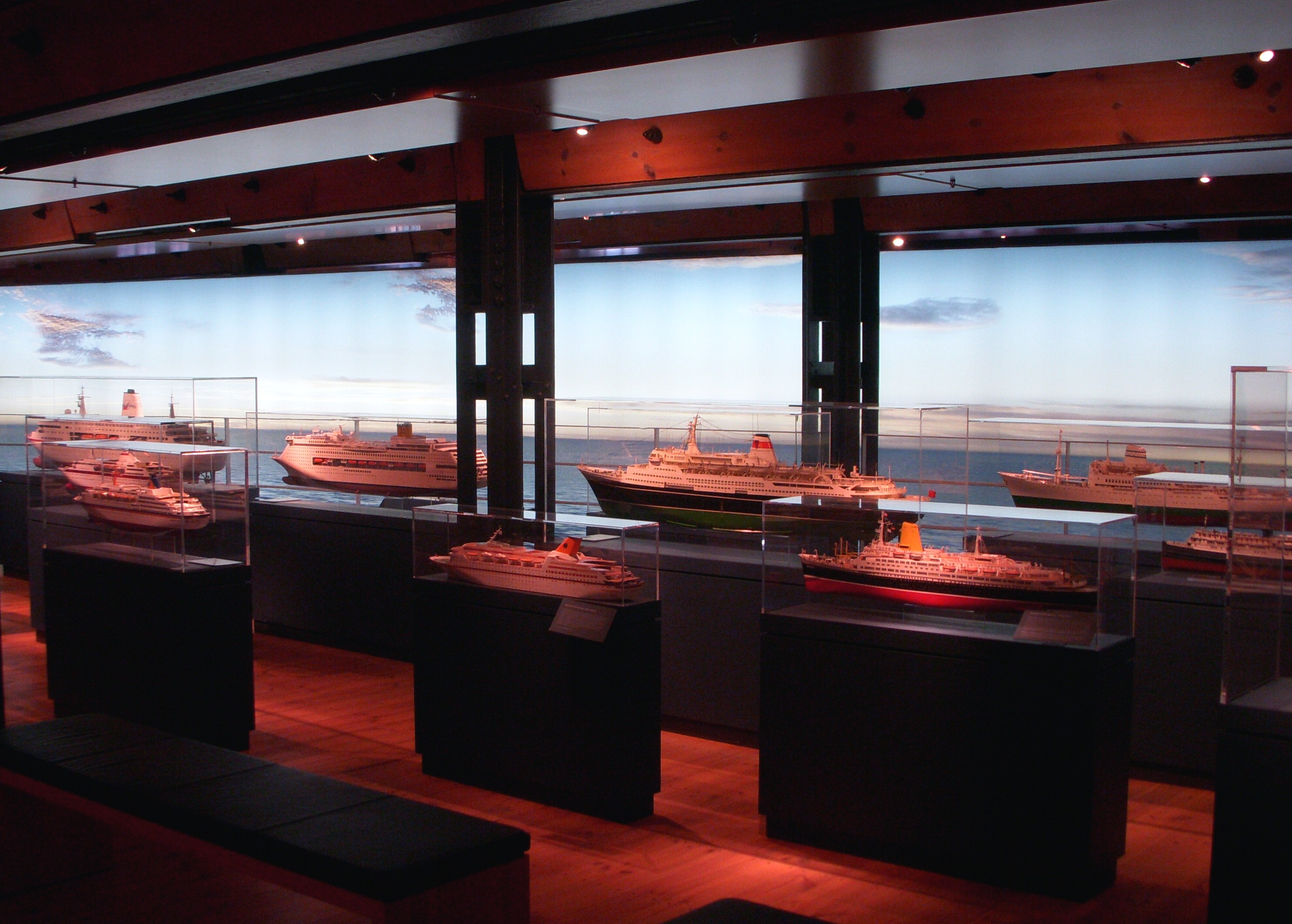
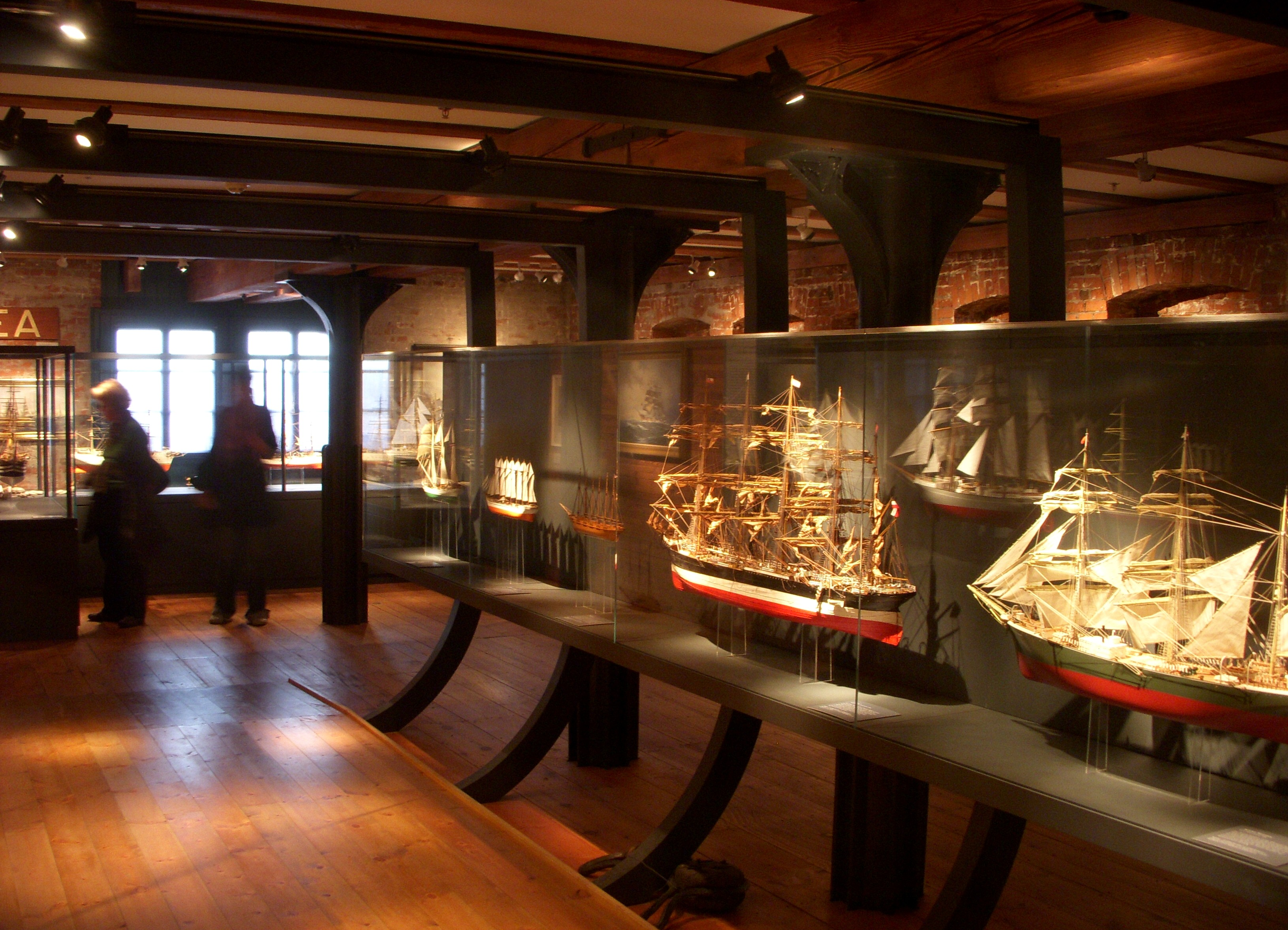
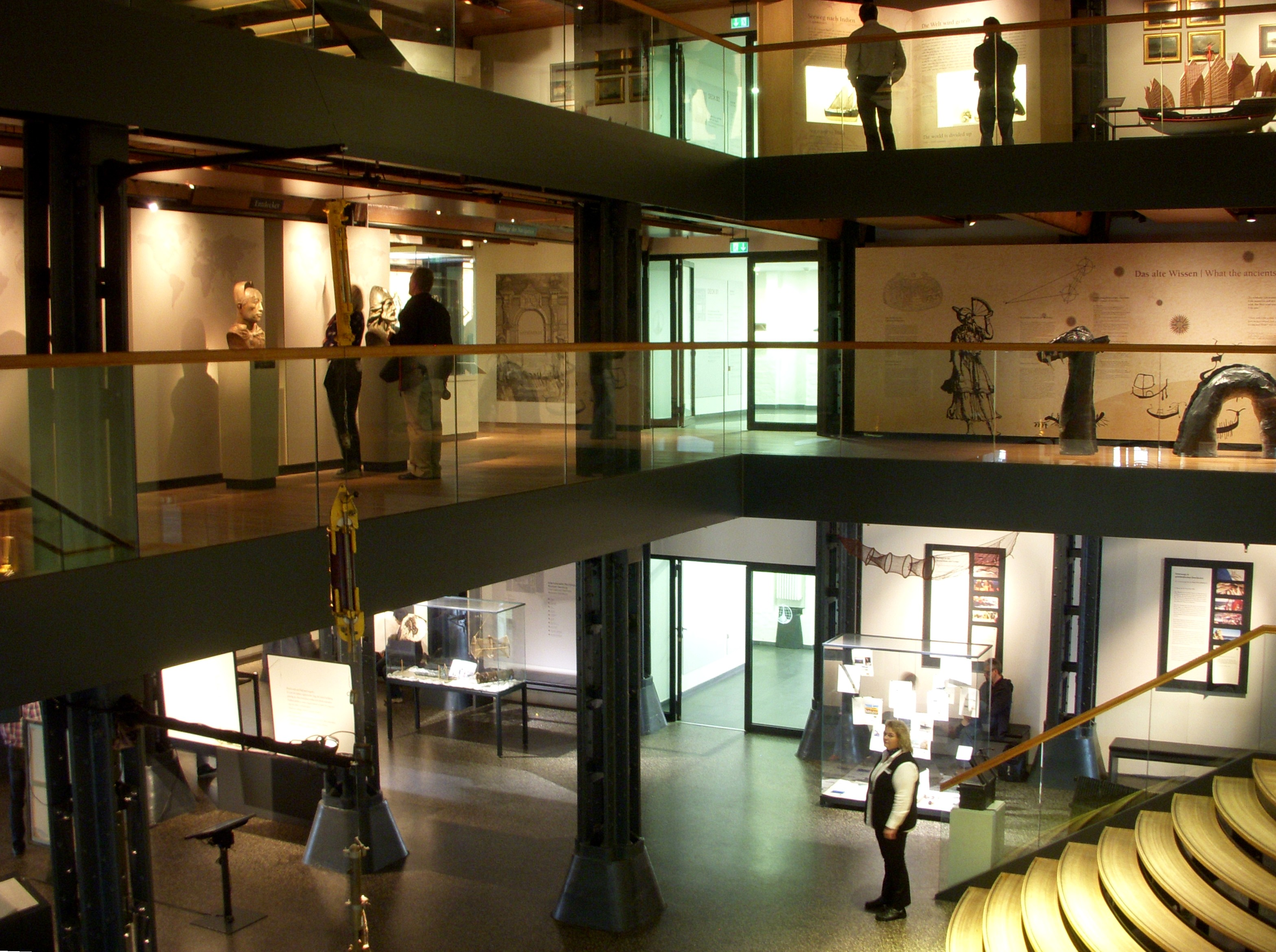